# Bojišta, Bijelo Polje
Bojišta este un sat din comuna Bijelo Polje, Muntenegru. Conform datelor de la recensământul din 2003, localitatea are 194 de locuitori (la recensământul din 1991 erau 259 de locuitori).

## Demografie
În satul Bojišta locuiesc 156 de persoane adulte, iar vârsta medie a populației este de 39,4 de ani (38,1 la bărbați și 40,8 la femei). În localitate sunt 64 de gospodării, iar numărul mediu de membri în gospodărie este de 3,03.
Populația localității este foarte eterogenă.
|  |

| Demografie | Demografie | Demografie |
| An         | Locuitori  | Locuitori  |
| ---------- | ---------- | ---------- |
|            |            |            |
|            |            |            |
|            |            |            |
|            |            |            |
| 1948       | 270        |            |
| 1953       | 274        |            |
| 1961       | 318        |            |
| 1971       | 356        |            |
| 1981       | 352        |            |
| 1991       | 259        | 258        |
| 2003       | 198        | 194        |

| \| Componența etnică conform recensământului din 2003[2] \| Componența etnică conform recensământului din 2003[2] \| Componența etnică conform recensământului din 2003[2] \| Componența etnică conform recensământului din 2003[2] \| Componența etnică conform recensământului din 2003[2] \| \| ----------------------------------------------------- \| ----------------------------------------------------- \| ----------------------------------------------------- \| ----------------------------------------------------- \| ----------------------------------------------------- \| \| \| \| \| \| \| \| Sârbi \| Sârbi \| \| 112 \| 57,73% \| \| Muntenegreni \| Muntenegreni \| \| 81 \| 41,75% \| \| Croați \| Croați \| \| 1 \| 0,51% \| \| necunoscută \| necunoscută \| \| 0 \| 0% \| |              |  |     |        |
| Componența etnică conform recensământului din 2003 |              |  |     |        |
| |              |  |     |        |
| Sârbi | Sârbi        |  | 112 | 57,73% |
| Muntenegreni | Muntenegreni |  | 81  | 41,75% |
| Croați | Croați       |  | 1   | 0,51%  |
| necunoscută | necunoscută  |  | 0   | 0%     |